# Речна флотила
Речна флотила (скраћено РФ) је специфична јединица копнене војске Војске Србије са задацима оспособљавања и увежбавања команде, потчињених јединица и припадника флотиле за извршавање наменских задатака; изградње и одржавања оперативних способности за извршавање задатака из све три мисије Војске Србије и контроле унутрашњих пловних путева и обезбеђење маневра јединицама КоВ.
Јединица се састоји од команде Речне флотиле, командне чете, логистичке чете, два речна одреда и два понтонирска батаљона. У саставу речних одреда налазе се: брод посебне намене БПН-30 „Козара”, речни миноловци РМЛ класе „Нештин”, десантно-јуришни чамци класе 411, патролни чамци, моторни патролни чамци, речна станица за размагнетисање „Шабац” и ронилачка чета. Команда Речне флотиле је у Новом Саду, као и већина јединица. Део јединица је базиран у Београду и Шапцу.
Први српски ратни брод звао се „Јадар” и направљен је 19. августа (6. августа по јулијанском календару) 1915. године у војном бродоградилишту на Чукарици. Од 2008. године Војска Србије 19. август обележава као Дан Речне флотиле.
.

## Краљевина Југославија
Југословенска краљевска морнарица је у својој организацији имала Речну флотилу састављену од командног брода „Цер” у Новом Саду, групе од два монитора у Дубовцу, четири минерско-баражне групе у Бездану, Сенти, Сремским Карловцима и Смедереву и Команде сектора Ђердап у Текији. Главни бродови Речне флотиле су била четири речна монитора, који су коришћени за патролу Дунавом, Дравом и Савом у северним деловима Југославије ка граници са Мађарском. Ови монитори, „Драва”, „Сава”, „Морава” и „Вардар” су наслеђени од аустроугарске морнарице после Првог светског рата. Монитори су били наоружани са два топа 120 мм, два или три топа 66 мм, минобацачима 120 мм, ПА топовима 40 мм и митраљезима. Речна флотила је имала и два речна патролна чамца саграђена 1929. године — „Граничар” и „Стражар”, као и три речна тегљача.
| ОРГАНИЗАЦИЈА РЕЧНЕ ФЛОТИЛЕ ПРЕД ПОЧЕТАК ДРУГОГ СВЕТСКОГ РАТА |                   |                           |                           |                           |                           |                        |                        |          |
| Речна флотила                                                | 1. група монитора | 1. минерско баражна група | 2. минерско баражна група | 3. минерско баражна група | 4. минерско баражна група | Команда сектора Ђердап | Команда сектора Ђердап | У Охриду |
| Нови Сад                                                     | Дубовц            | Бездан                    | Стара Кањижа              | Сремски Карловци          | Смедерево                 | Доњи Милановац         | Текија                 | У Охриду |
| Реморкер Цер                                                 | Монитор Вардар    | Монитор Драва             | Монитор Морава            | Реморкер Сисак            | Реморкер Рашкан           | Реморкер Куманово      | Реморкер Витез         | Стразар  |
| Јахта Драгор                                                 | Монитор Сава      | Реморкер Шабац            | Реморкер Р-21             | Миноловац                 | Миноловац                 | Транспортни брод       | Транспортни брод       | Граничар |
|                                                              |                   | Миноловац                 | Транспортни брод Сента    | Миноловац                 | Миноловац                 | Транспортни брод       | Транспортни брод       |          |
|                                                              |                   | Миноловац                 |                           | Транспортни брод          | Транспортни брод          |                        |                        |          |
|                                                              |                   | Транспортни брод          |                           |                           |                           |                        |                        |          |

На почетку Априлског рата речни монитори су спровели офанзивну операцију гранатирања аеродрома у Мохачу у Мађарској 6. априла и поново два дана касније, али су морали да почну повлачење ка Новом Саду 11. априла, након више напад немачких обрушавајућих бомбардера. Рано ујутро 12. априла, ескадриле немачких Јункерс Ју-87 обрушавајућих бомбардера напале су југословенски монитор „Драва” на Дунаву. Неколико бомби је погодило „Драву”, али оне нису успеле да пробију оклопљену палубу, дебљине 300 мм. Једна бомба је случајно улетела кроз димњак брода усмртивши 54 од 67 чланова посаде. Током напада посада монитора је оборила три бомбардера. Преостали монитори су потопљени од стране њихових посада 12. априла, кад су немачке и мађарске снаге окупирале базе и речне системе на којима су деловали.

## Југословенски партизани
Дана 11. септембра 1944. године, у Нештину, по наредби Главног штаба НОВ и ПО Војводине, формирана је Поморска чета, прва званична поморска јединица за борбе на Дунаву и Сави, која је ступила у састав Једанаесте војвођанске бригаде. Јединица је направљена од посаде брода „Загреб” и војника из различитих јединица који су раније служили у морнарици. Њен први командант био је Кара Димитријевић из Лединаца, заменик команданта био је Драгутин Искра, политички комесар Светозар Миловановић и заменик политичког комесара Раде Продановић.
Брод „Загреб” је био путнички брод преуређен за уклањање мина. Посада брода је пришла партизанима након што су заробили немачки део посаде. Акцију је предводио заменик команданта Драгутин Искра. Чета је имала 70-80 војника и имала је обавезу да напада непријатељски речни саобраћај и да обезбеди превоз преко Дунава на 3 места на Фрушкој гори: на Тестери, поред Нештина и у Крчедину.
Дана 20. новембра 1944, база речне флотиле је формирана у Новом Саду. После мало више од два месеца постојања, пловила јединице су тешко оштећена 5 пута, док је јединица оштетила или потопила 43 непријатељских брода. Истовремено су превезли 220.000 војника преко Дунава, око 2.000 топова и 3.000 камиона.
У марту 1945. године команда речних јединица је имала на располагању 7 патролних чамаца, 9 моторних чамаца и 7 јуришних чамаца. До средине априла, ојачана је са још пет бродова и командним бродом „Цер”. Од бродова и чамаца из базе у Сремској Митровици, 20. марта 1945 је формирана Савска флотила, а 14. априла у Новом Саду је формирана Дунавска флотила.

## Речна флотила у Југословенској народној армији
У периоду од 1944. до 1965. године, Речна флотила је организована у неколико одреда речних бродова, речних оклопних јуришних бродова, речних помоћних бродова и минополагача као део Југословенске ратне морнарице (ЈРМ).
Од 1960. године Речна флотила је искључена из Морнарице и потчињена команди 1. Армије, али је касније после реорганизације поново постала део Ратне морнарице. Период од 1965. до 1984. године био је карактеристичан по техничкој модернизацији и усавршавањима тактике употребе РФ: миноловци 319 и 307 и јуришни брод 401 су реконструисани, нови миноловци типа 331 су изграђени, станица за демагнетизацију бродова и бродови су наоружани новим оружјем.
Последња борбена операција Речне флотиле је била 8. новембра 1991. године током рата у Хрватској, када је миноловац 308 послат у Копачки рит да пресретне чехословачки брод „Шариш”, који је кријумчарио оружје за Хрватску. Миноловац је упао у заседу хрватских снага и нападнут је ракетним бацачима и снајперским хицима. Заставник I класе Стеван Марковић је погинуо приликом удара ракетних пројектила, а заставник I класе Кристијан Лампрет је тешко рањен, али је убрзо подлегао повредама. Посада је успела да оштећени брод насуче и спаси од потапања.
После реорганизације Војске Србије, Речна флотила је организационо подређена Копненој војсци, пошто војска није имала више Ратну морнарицу. Флотила је сада организована као јединица величине бригаде, са два батаљона и две понтонирске чете из 1. бригаде копнене војске су подређени Речне флотиле.

## Речна флотила
- Команда Речне флотиле — Нови Сад у касарни "Александар Берић";
  - Командна чета — Нови Сад у касарни "Александар Берић";
  - Логистичка чета — Нови Сад у касарни "Александар Берић";
  - 1. речни одред — Нови Сад у касарни "Александар Берић";
    - 93. ронилачка чета - Нови Сад у касарни "Александар Берић";

  - 2. речни одред — Београд на ушћу;
  - 1. понтонирски батаљон — Шабац у касарни Церски јунаци;
  - 2. понтонирски батаљон — Нови Сад у касарни "Александар Берић"

## Речна ронилачка јединица
Речна ронилачка јединица Речне флотиле спада у ред јединица са традицијом и искуством дугим више од пола века. У оквиру формације из 1960. године у Другој речној ратној флотили се налазила Чета за подводно запречавање, из које је 1964. године формирана прва самостална речна ронилачка јединица под називом Вод речних подводних диверзаната. Након извршених организацијских промена у Речној ратној флотили по формацији од 29. јуна 1971. године формирана је ронилачка јединица под називом 93. речни центар.
У самом почетку основна намена јединице је била дефанзивна и користила се искључиво за извођење лаких бродских радова при редовном и ванредном доковању брода. Први регистровани зарон речних ронилаца 93. речног центра забележен је у ронилачком дневнику 1. јуна 1972. године.
Изворни формацијски назив 93. речни центар враћен је јединици 2005. године. Последњим организацијско-формацијским променама извршеним 2008. године јединица је преформирана у 93. ронилачку чету и ушла је у састав Првог речног одреда Речне флотиле.
Главни задаци су: реконструисање, рушење и сво роњење, рад у рекама и водама унутар Србије. Јединица је формирана 1. јуна 1972. Обучено је више од 1500 ронилаца за све воде на бази активности, на нивоу који одговара да је од сличних јединица овог типа у свету. Имају стандардно оружје и опрему Дивер, углавном руског порекла, мада неки су из градова Немачке, Француске и Шведске.

## Бродови Речне флотиле
| Бродови Речне флотиле            | Бродови Речне флотиле          | Бродови Речне флотиле                     | Бродови Речне флотиле                                                    | Бродови Речне флотиле | Бродови Речне флотиле | Бродови Речне флотиле |
| Име                              | Порекло                        | Тип                                       | Ознаке                                                                   | Бројно стање          | Слика                 | Напомена |
| -------------------------------- | ------------------------------ | ----------------------------------------- | ------------------------------------------------------------------------ | --------------------- | --------------------- | --- |
| БПН-30 Козара                    | Нацистичка Немачка             | Брод посебне намене                       | БПН-30 Козара                                                            | 1                     |                       | Од 1971. године Козара је командни брод Речне флотиле. Током 2013. године Козара је ремонтована и модернизована. |
| Речни миноловац класе Нештин     | СФР Југославија СР Југославија | Миноловац                                 | РМЛ-332 Тител РМЛ-335 Апатин РМЛ-336 Ђердап РМЛ-341 Нови Сад             | 4                     |                       | Након реорганизације 2006. године, речна флотила је остала са четири речна миноловца у улози универзалних пловила за контролу речних путева. |
| РСРБ-36 Шабац                    | СФР Југославија                | Речна станица за размагнетисавање бродова | РСРБ-36 Шабац                                                            | 1                     |                       | Након реорганизације 2006. године РСРБ-36 Шабац је добила улогу размагнетисавања бродова и патрола и контрола речних путева. Наоружана је са два једноцевна 20 мм аутоматска топа М71. |
| Десантно-јуришни чамац класе 411 | СФР Југославија                | Десантни јуришни чамац                    | ДЈЧ-411 Бечеј ДЈЧ-412 Белегиш ДЈЧ-413 Тараш ДЈЧ-414 Бегеч ДЈЧ-415 Шајкаш | 5                     |                       | Због потребе да се повећа могућност унутрашњег транспорта пловним путем, одред јуришних чамсца јр 1995. пресељена из Јадранског мора у бродоградилиште „Бродотехника” у Београду на потпуни ремонт пре него што је започео са служењем у речној флоти. Сви бродови учествовала су у војној вежби „Плави одговор 2014”. |
| Речни патролни чамац класе 211   | СФР Југославија                | Речни патролни чамац                      | РПЧ-213 „Колубара” РПЧ-214 „Морава” РПЧ-216 „Тимок”                      | 4                     |                       | Речни патролни чамац, наоружан са два једноцевна 20 мм аутоматска топа М71. У служби Речне флотиле су три брода (РПЧ-213, РПЧ-214 и РПЧ-216). |
| РПЧ                              | СФР Југославија                | Речни патролни чамац                      | РПЧ-111 „Јадар”                                                          | 1                     |                       | Речни патролни чамац РПЧ-111, наоружан јe са два једноцевна аутоматска топа М71 калибра 20 мм. |
| ЧМП                              | СФР Југославија                | Чамац патролни                            | ЧМП-22 ЧМП-23 ЧМП-24                                                     | 3                     |                       | Чамци патролни |
| РПН 43                           | СФР Југославија                | Танкер (брод)                             | РПН 43                                                                   | 1                     |                       | Логистички брод речне флотиле за снабдевање бродова са горивом. |
| RIB 720                          | Кина                           | Гумени чамац                              |                                                                          | 10                    |                       | Донација Народне Републике Кине. Десет чамаца из донације припала су Речној флотили, а 14 чамаца преузела је Специјална бригада. Командант Првог речног одреда капетан фрегате Ромео Грбовић рекао је да је ова донација Народне Републике Кине од великог значаја за 93. ронилачку чету.                              |

## Инжињеријска возила Речне флотиле
| Инжињеријска возила Речне флотиле из састава 1. и 2. понтонирског батаљона | Инжињеријска возила Речне флотиле из састава 1. и 2. понтонирског батаљона | Инжињеријска возила Речне флотиле из састава 1. и 2. понтонирског батаљона | Инжињеријска возила Речне флотиле из састава 1. и 2. понтонирског батаљона | Инжињеријска возила Речне флотиле из састава 1. и 2. понтонирског батаљона | Инжињеријска возила Речне флотиле из састава 1. и 2. понтонирског батаљона | Инжињеријска возила Речне флотиле из састава 1. и 2. понтонирског батаљона |
| Назив                                                                      | Порекло                                                                    | Намена                                                                     | Верзија                                                                    | Бројно стање                                                               | Фотографија                                                                | Напомена                                                                   |
| -------------------------------------------------------------------------- | -------------------------------------------------------------------------- | -------------------------------------------------------------------------- | -------------------------------------------------------------------------- | -------------------------------------------------------------------------- | -------------------------------------------------------------------------- | -------------------------------------------------------------------------- |
| Понтонски мост М-71                                                        | СФРЈ                                                                       | Парк понтонског моста                                                      | ПМ М-71                                                                    |                                                                            |                                                                            | Налази се у саставу два батаљона понтонске инжињерије речне флотиле.       |
| ПТС-М                                                                      | Совјетски Савез                                                            | Амфибијски транспортер гусеничар                                           | ПТС-М                                                                      | 12                                                                         |                                                                            | Налази се у саставу два батаљона понтонске инжињерије речне флотиле.       |

## Галерија
- РМЛ-336 „Ђердап”
- РСРБ-36 „Шабац”
- РПЧ-214 патролни чамац
- ДЈЧ 412
- ПТС-М
- ФАП2026 и РПМ M71